# ATP Tour Simulator
ATP Tour Simulátor je hra pro počítače Sinclair ZX Spectrum a kompatibilní (například Didaktik). Jedná se o hru českého původu, autorem je Jiří Fencl, který ji napsal pod přezdívkou Madmax. Vydavatelem hry byla společnost Proxima - Software v. o. s., hra byla vydána v roce 1991 jako součást souboru her Bad Dream.
Jedná se o strategickou hru pro jednoho nebo dva hráče. Hráč je v pozici manažera a rozhoduje o tom, kterých zápasů se jeho tenista zúčastní, kdy a co bude trénovat. Pokud se hráč zúčastní zápasu, vybírá si obuv a taktiku pro hru. Pokud se hráč rozhodne zápasu nezúčastnit, může si vsadit na vítěze. Po každém zápase se mění hráčova pozice v žebříčku ATP. Za vítězství hráč dostává finanční odměnu, dále může dostat finanční podporu od sponzora.